# Kaharman Kisymetow
Kaharman Kisymetow (kaz. Қаһарман Қисыметов; ur. 25 lipca 1997) – kazachski zapaśnik walczący w stylu klasycznym. Zajął 24. miejsce na mistrzostwach świata w 2021. 
Trzeci na MŚ U-23 w 2018, a także na mistrzostwach Azji U-23 w 2019. Wicemistrz świata juniorów w 2016. Wygrał mistrzostwa Azji juniorów w 2016 roku. 